# The Döftels
The Döftels ist eine deutsche Rock- und New-Wave-Band aus Worms, die 2006 gegründet wurde.

## Stil
Laut Selbstbeschreibung schreibt die Band deutschsprachige Songs zwischen Rock, Pop, Funk und Disko und haben durch eine ungewöhnliche Bühnenshow, das Ziel unbedingt im Gedächtnis der Zuhörer zu bleiben.

„THE DÖFTELS sind NDW, ohne aus den 80ern zu sein. Ein bisschen dagegen, nicht so abgedroschen und einfach ein klein wenig Anders als der Rest“

Die Wormser Zeitung beschrieb die Entwicklung der Band so:

„Geblieben sind die provokativen deutschen Texte, die der Großelterngeneration durchaus die Schamesröte ins Gesicht treiben, das kalkulierte Spiel mit Klischees, Obszönität und Schnoddrigkeit. Sexismus ist ebenso prophylaktisch wie typische Anfang-bis-Mittzwanziger-Themen – die Lieder handeln von Geschichten wie Urlaubsplanung und Ärger mit dem Chef, aber auch von Aspekten wie Zukunftsängsten und Selbstzweifeln.“

## Rezeption
Das zweite Album „Neue Deutsche Disko“, das von Cargo Records auf CD veröffentlicht wurde, erhielt in der Presse eine durchaus positive Rezeption. Vor allem die Zusammenarbeit mit Cosma Shiva Hagen wird hervorgehoben.

„Damit auch nichts schief geht, luden sich Sänger Jim Walker und Freunde die Tochter der Punk- und NDW-Legende Nina Hagen, Cosma Shiva Hagen, ein. Gemeinsam besingen sie im Song ‚Tanzen‘ eine wilde Partyzeit, die Cosma und Jim 2013 während ihres Engagements bei den Nibelungen-Festspielen in Worms erlebten.“

„Anders bzw. GANZ ANDERS sind The Döftels auf jeden Fall, was nicht zuletzt der inhaltlich ‚Fred vom Jupiter‘ zugeneigte Song ‚Orbiterflug‘ (Track 3) unterstreicht. Ich bin mir absolut sicher, dass sich die Älteren unter euch zeitzurückversetzt vorkommen werden, denn auch hier herrscht NDW pur.“

„The Döftels wollen nicht so moderne Stars sein, mit High End-Videoclips und drei Millionen Likes auf Instagram, sondern so wie damals auf der großen Showbühne mit Ilja Richter und Autogramm-Geben. ‘Neue Deutsche Disko‘ feiert diesen Plan mit viel Konfetti irgendwo zwischen Freddy Fischer & his Cosmic Rocktime Band, Bernd Begemann und Andreas Dorau.“

## Diskografie
- 2013: Steil (White Noise Music)
- 2017: Neue Deutsche Disko (Cargo Records)